# Vöröstó
Vöröstó è un comune dell'Ungheria di 108 abitanti (dati 2001). È situato nella contea di Veszprém.